# Пимен (линейный корабль, 1823)
«Пимен» — парусный 74-пушечный линейный корабль Черноморского флота Российской империи.

## История службы
Корабль «Пимен» был заложен в Херсоне и после спуска на воду в 1823 году перешёл в Севастополь.
В составе эскадр находился в практическом плавании в Чёрном море в 1824—1827 годах.
Принимал участие в русско-турецкой войне. 21 апреля 1828 года вышел из Севастополя в составе эскадры вице-адмирала А. С. Грейга. 2 мая прибыл к Анапе, где 6 мая вел бомбардировку крепости и высадил десант. С 10 по 12 мая стоял на позиции у крепости и вел бомбардировку её укреплений. 15 мая ушел в Севастополь в составе эскадры вице-адмирала Ф. Ф. Мессера с ранеными и больными на борту. После чего направился к Коварне для прикрытия судов, доставлявших снабжение русским войскам. 13 июля к Коварне подошла эскадра А. С. Грейга и «Пимен» вместе с флотом ушел к Варне.
Принимал участие в блокаде Варны. 22 июля в составе флота подошел к крепости. 7 августа в составе эскадры, маневрируя под парусами, в течение трех часов интенсивно бомбардировал крепость на ходу. С 9 августа по 4 сентября неоднократно подходил вплотную к крепости для её бомбардировки. 6 октября в составе отряда ушел в Севастополь с больными на борту. 6 ноября во главе отряда выходил в крейсерство к проливу Босфор, 7 декабря прибыл в Варну.
24 января 1829 года отряд вышел в Севастополь, но из-за сильного ветра вынужден был вернуться. 15 февраля суда отряда пришли к Сизополю, обстреляли крепость и, после подавления всех её батарей, высадили десант, взявший её. После ухода отряда «Пимен» был оставлен для защиты Сизополя. 28 марта огнём артиллерии отражал нападение турецких войск, а 30 марта ушел в Севастополь. 26 мая вернулся из Севастополя в Сизополь, где присоединился к флоту.
До октября 1829 года неоднократно выходил в крейсерство в составе эскадр и отрядов к проливу Босфор. 13 августа в составе отряда контр-адмирала И. И. Стожевского бомбардировал крепость Мидия и высадил десант, но ввиду превосходства противника в войсках десант был снят с берега. 17 августа в составе отряда вторично подошел к Мидии, обстрелял её и высадил десант, на этот раз взявший крепость. К 17 октября вместе с эскадрой прибыл в Севастополь.
В 1830 году в составе отряда принимал участие в перевозке войск из портов Румелии в Россию.

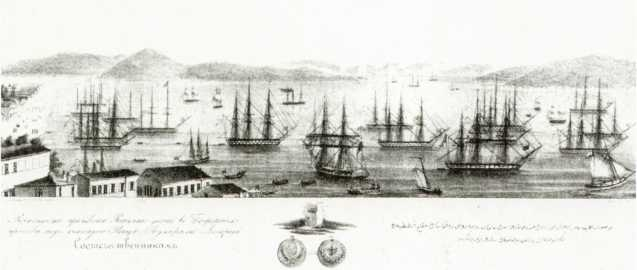
Эскадра Черноморского флота в Босфоре. Гравюра 1830-х годов

В 1833 году принимал участие в экспедиции Черноморского флота на Босфор. 30 марта в составе отряда контр-адмирала И. И. Стожевского перешел из Севастополя в Одессу и, погрузив на борт войска, 6 апреля вышел в море. К 11 апреля пришел в Буюк-Дере, где высадил войска, а 28 июня, приняв на борт войска, с эскадрой вышел из Босфора. Высадив войска в Феодосии, 22 июля вернулся в Севастополь. Во время экспедиции находился в неудовлетворительном состоянии. Начальник штаба черноморского флота М. П. Лазарев писал своему другу А. А. Шестакову, характеризуя состояние кораблей эскадры:

Небольшой ветерок, что я имел из Феодосии, доказал, что из 11 кораблей, которых Черноморский флот имел в Босфоре, годных только шесть, а остальные гнилы как в корпусе, так и в рангоуте. «Париж» совершенно гнил, и надобно удивляться, как он не развалился… «Пимен», кроме гнилостей в корпусе, имеет все мачты и бушприт гнилыми до такой степени, что чрез фок-мачту проткнули железный шомпол насквозь!! Как она держалась, удивительно… «Пантелеймон» также весь гнил, а фрегат «Штандарт» от открывшейся сильной течи… чуть не утонул. Итак, Черноморский флот ныне состоит из 6 только годных кораблей…
В составе эскадр находился в практическом плавании в Чёрном море в 1834 и 1837 годах.
В 1839 году «Пимен» был переоборудован в блокшив.

## Командиры корабля
Командирами линейного корабля «Пимен» в разное время служили:
- М. Н. Кумани (1823—1828 годы);
- Л. И. Черников (по 26 мая 1829 года);
- Г. И. Немтинов (с 26 мая 1829 года по 1830 год);
- Я. Я. Шостенко (1833—1834 годы);
- Э. И. Вергопуло (1835—1837 годы).